# 茂原站

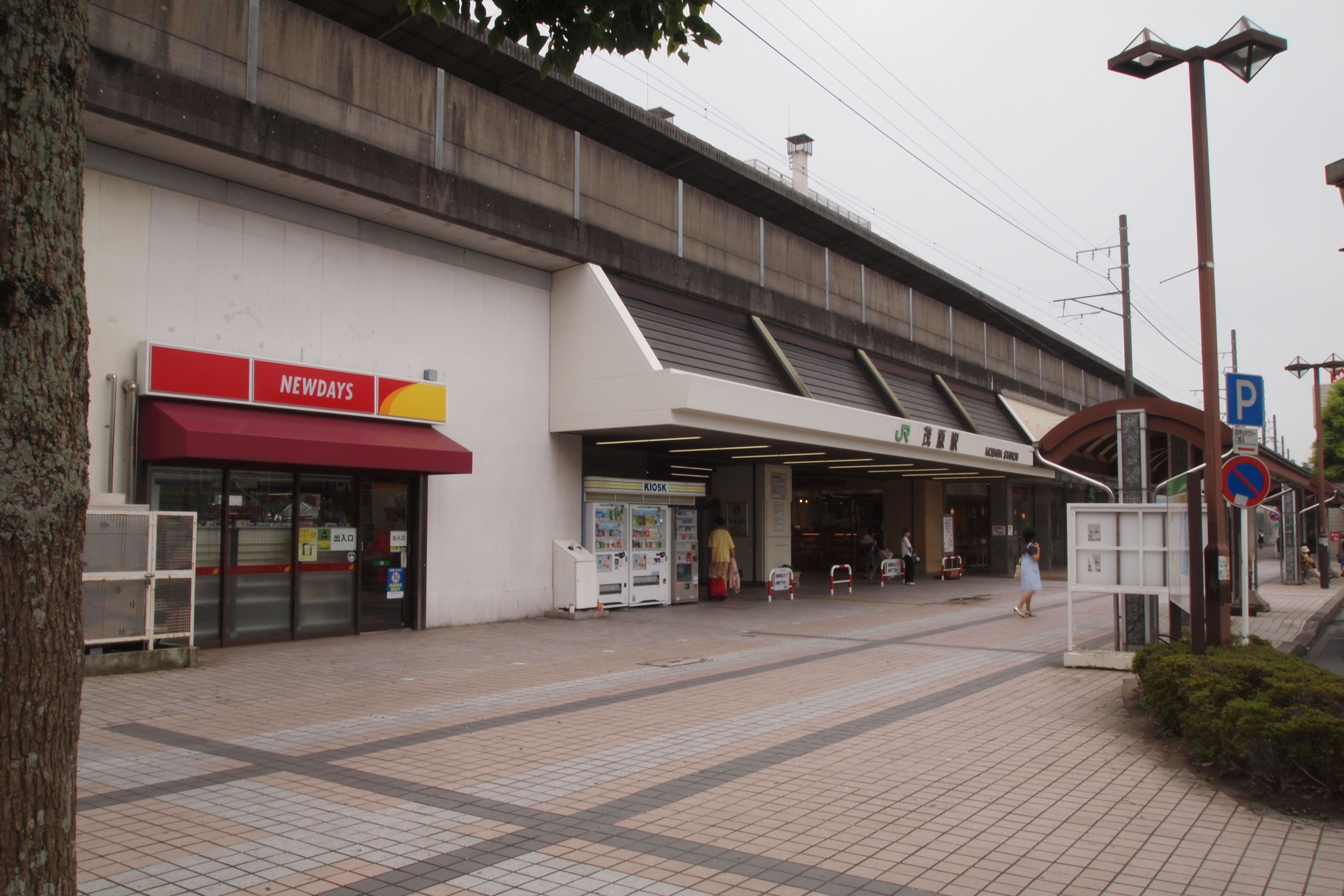
東出口（2009年8月1日）

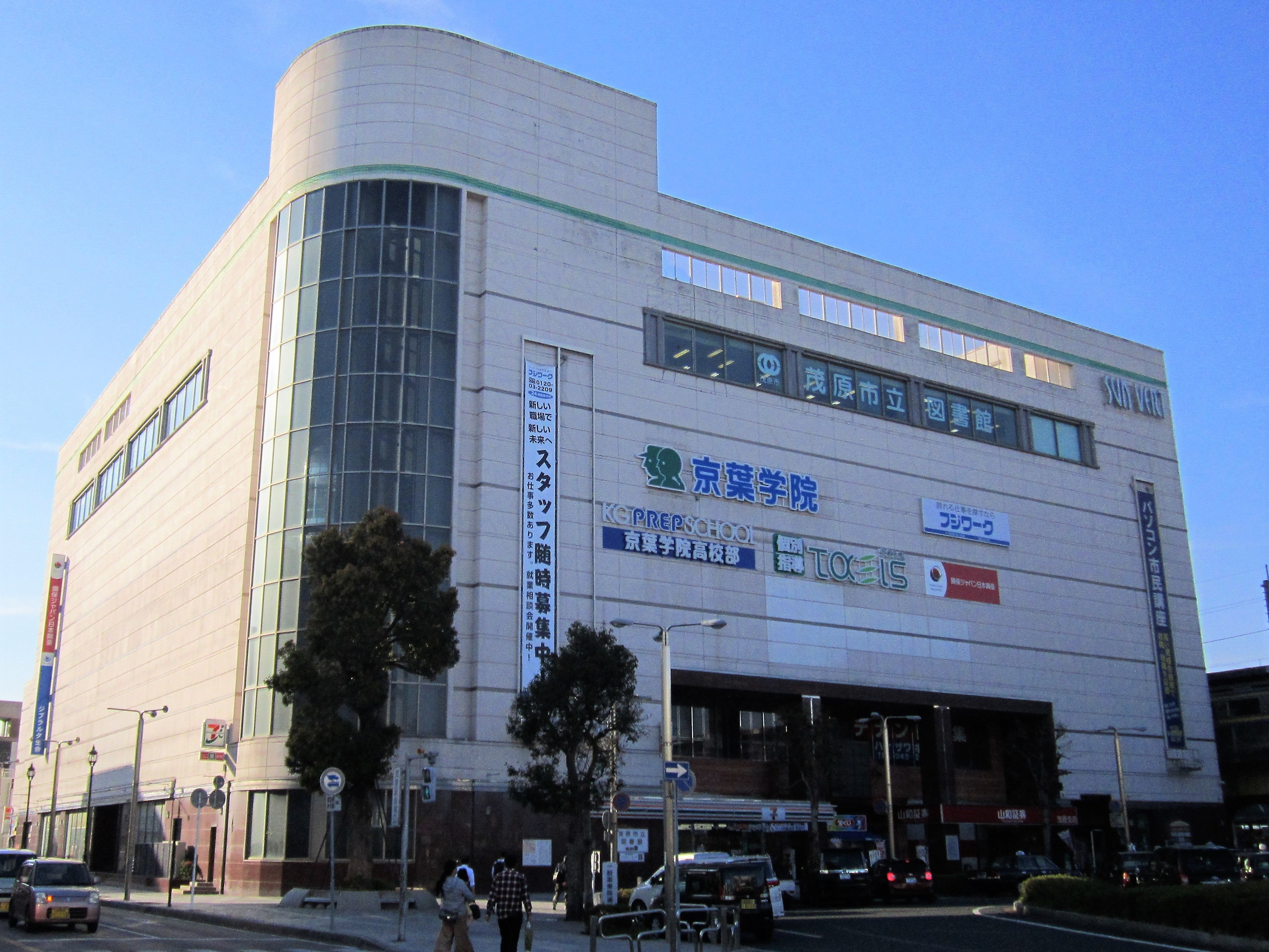
南總Sun Vert廣場（車站南出口再開發大廈）

茂原站（日语：／ Mobara eki */?）是位於千葉縣茂原市町保1號，東日本旅客鐵道（JR東日本）的外房線車站。

## 歷史
- 1897年（明治30年）4月17日：房總鐵道大網至一之宮（現時：上總一之宮）之間開通，此站啟用[1]。當時車站名稱讀法為「もはら」[1]。
- 1907年（明治40年）9月1日：房鐵鐵道被國有化（日语：鉄道国有法），成為帝國鐵道廳車站[1]。
- 1909年（明治42年）：廳南茂原間人車軌道（日语：庁南茂原間人車軌道）開通，成為轉乘車站。
- 1924年（大正13年）：結束廳南茂原間人車軌道的旅客業務。
- 1926年（大正15年）：廳南茂原間人車軌道的軌道撤走。
- 1930年（昭和5年）8月1日：南總鐵道（日语：南総鉄道）開通，再次成為轉乘車站。
- 1935年（昭和10年）7月10日：車站名稱讀法改為「もばら」[1]。
- 1939年（昭和14年）3月1日：南總鐵道廢止，再次成為單獨車站。
- 1986年（昭和61年）10月27日：車站高架化完成。
- 1987年（昭和62年）4月1日：伴隨國鐵分割民營化，車站由東日本旅客鐵道（JR東日本）營運[1]。
- 2001年（平成13年）11月18日：千葉方向可使用IC卡「Suica」[2]。
- 2004年（平成16年）10月16日：大原方向可使用IC卡「Suica」[3]。
- 2018年（平成30年）8月31日：當日起View Plaza（日语：びゅうプラザ）結業[4]。

## 車站構造
此站是高架車站，設有2面4線的島式月台。車站大樓位於高架橋下，設有東出口和南出口。從前車站大樓內設有立食蕎麥麵店，現時已經結業。
此站是直營車站和管理車站，負責管理本納站至長者町站之間各站。在車站大樓內設有綠色窗口、自動閘機、自動售票機和指定席售票機。
在高架橋下設有車站大廈Arcade茂原，於2012年6月6日重開。

### 月台
| 月台 | 路線    | 上下行 | 方向                     |
| ---- | ------- | ------ | ------------------------ |
| 1、2 | ■外房線 | 上行   | 大網、千葉、東京方向     |
| 3、4 | ■外房線 | 下行   | 大原、勝浦、安房鴨川方向 |

參考
- 上行列車主要使用2號月台，下行列車主要使用3號線。1、4號月台主要用作待避特急、快速，或列車折返之用。
- 截至2018年3月17日時間表修正起，1號月台設有1架列車夜間停泊。該列車從千葉於晚上11時時段出發前往此站（到達時間已經是翌日）後不會停泊此站，該列車會以不載客列車返回千葉站。

| 運輸編號 | 月台 | 可容納車廂 | 安房鴨川方向到發 | 千葉方向到發 | 備註       |
| -------- | ---- | ---------- | ---------------- | ------------ | ---------- |
| 1        | 1    | 15卡       | 可到達或出發     | 可到達或出發 |            |
| 2        | 2    | 15卡       | 可到達           | 可出發       | 上行主本線 |
| 3        | 3    | 15卡       | 可出發           | 可到達       | 下行主本線 |
| 4        | 4    | 15卡       | 可出發           | 可到達或出發 |            |

主本線可停站或通過。

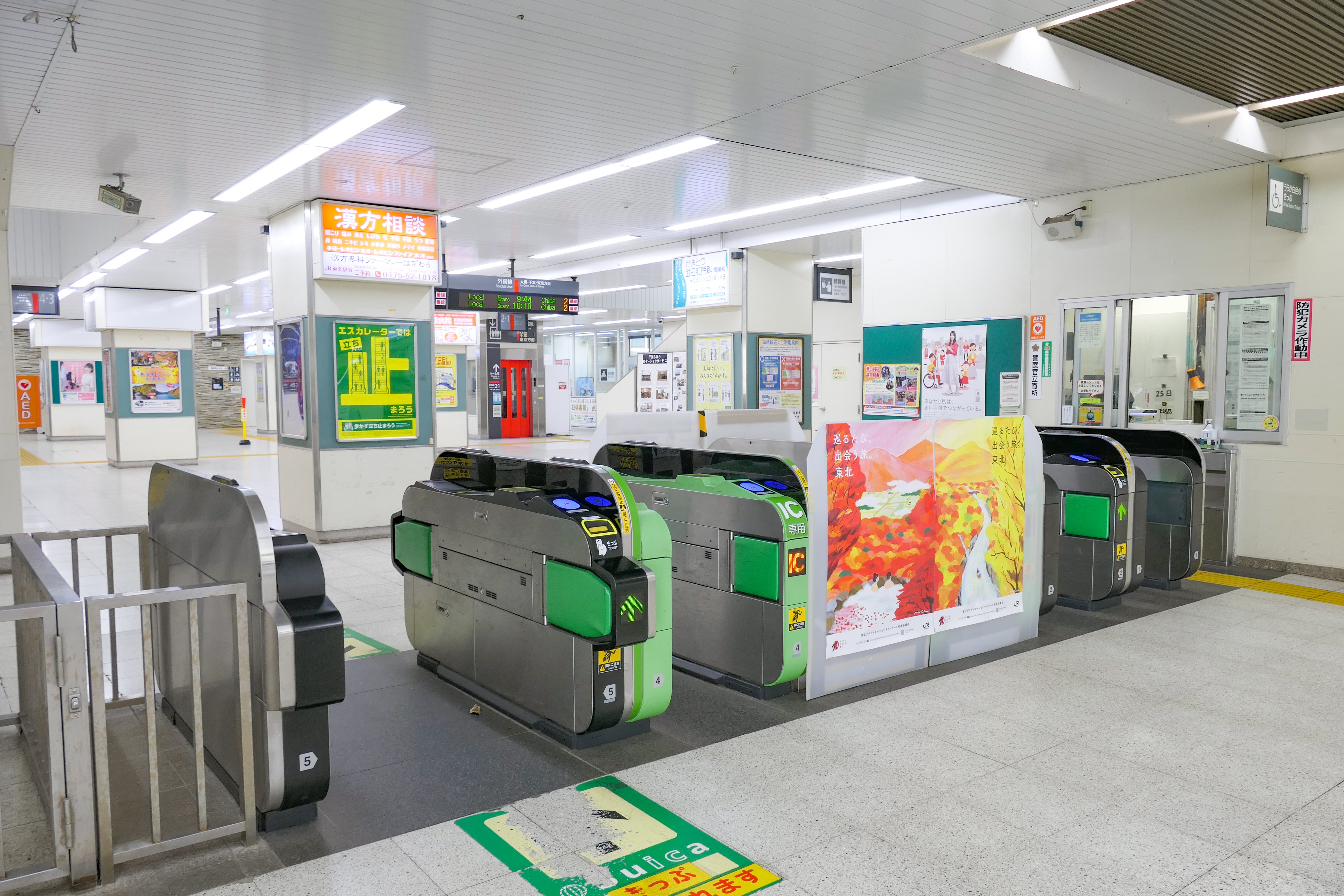
閘口（2021年10月24日）
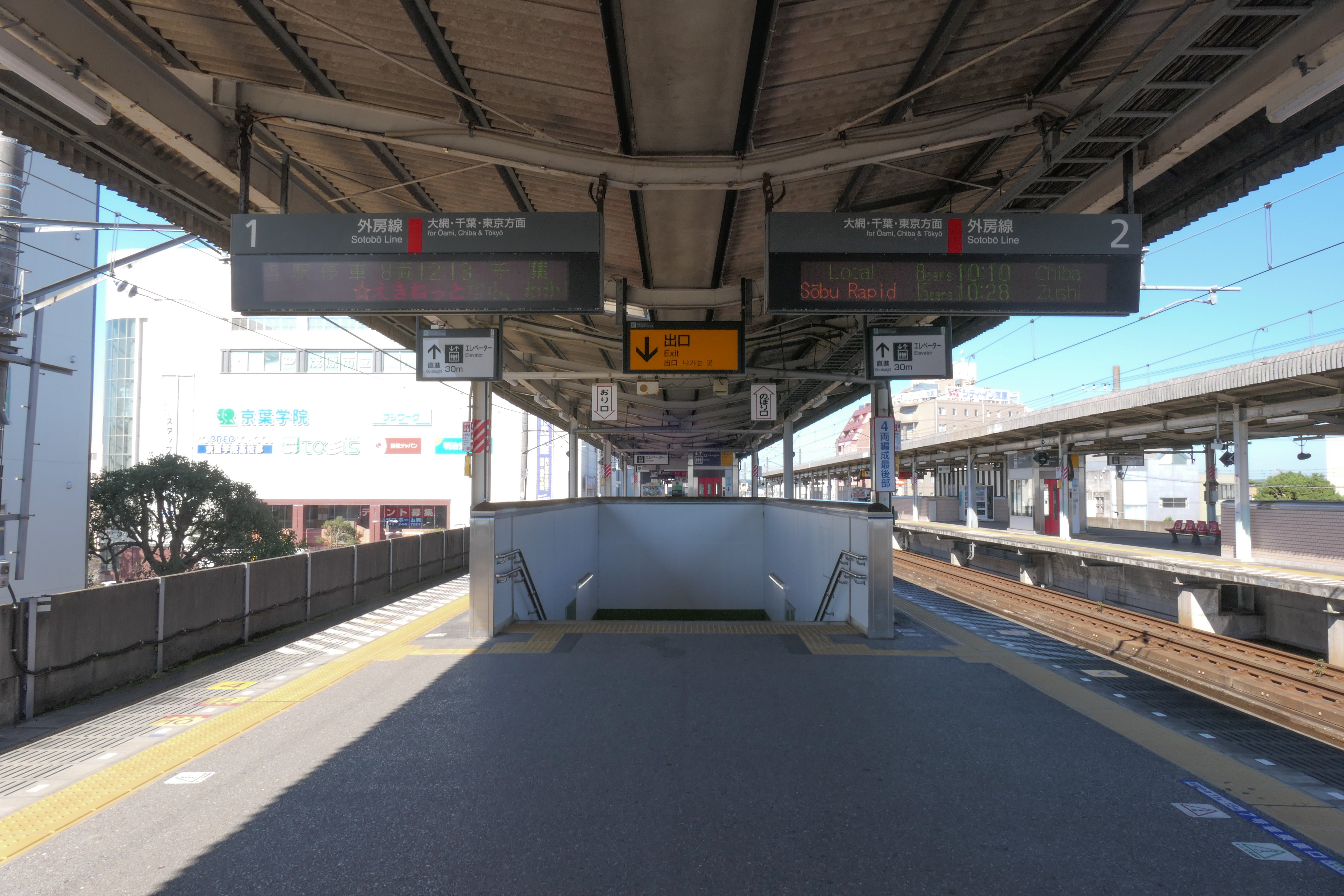
1、2月台（2021年10月24日）
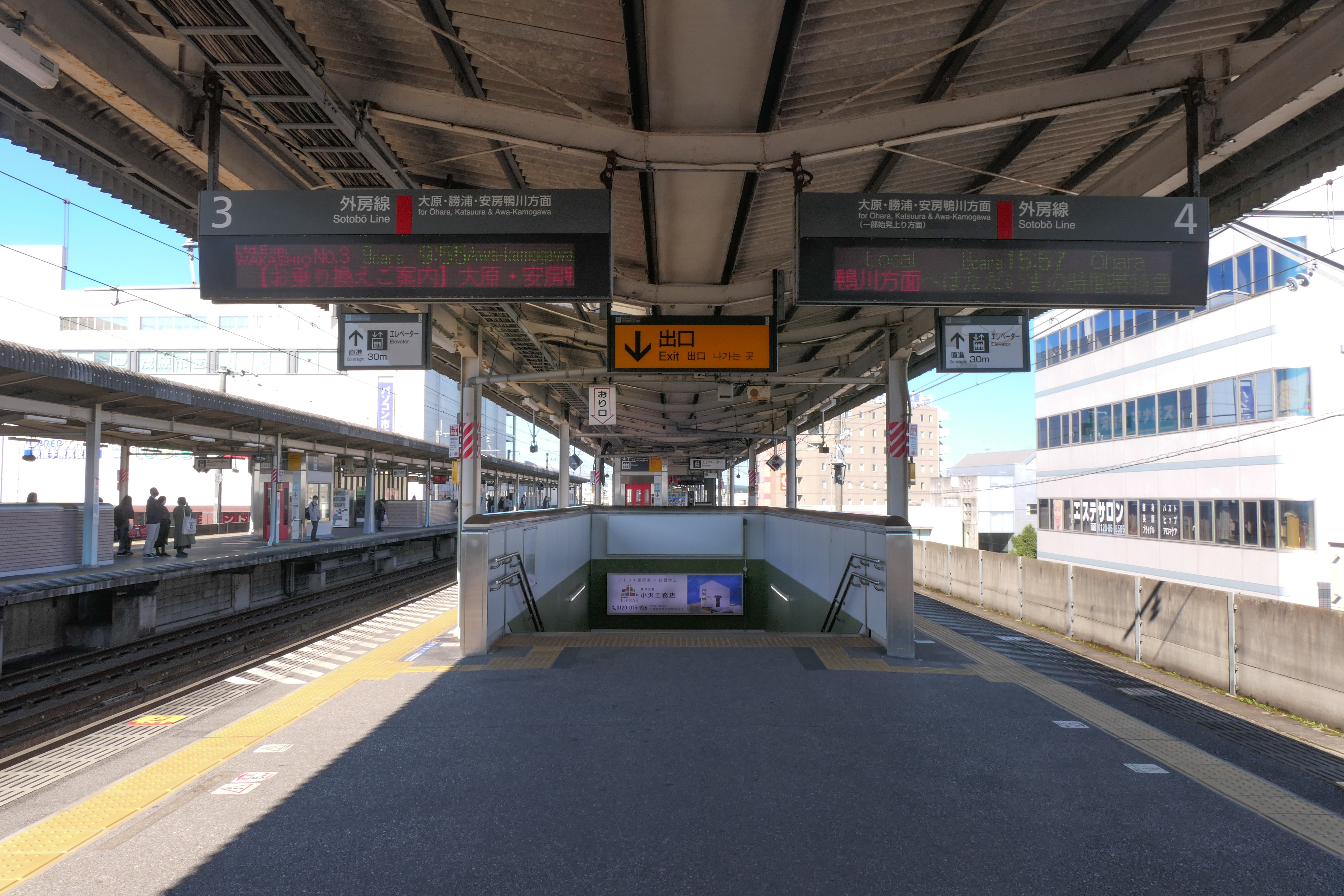
3、4月台（2021年10月24日）
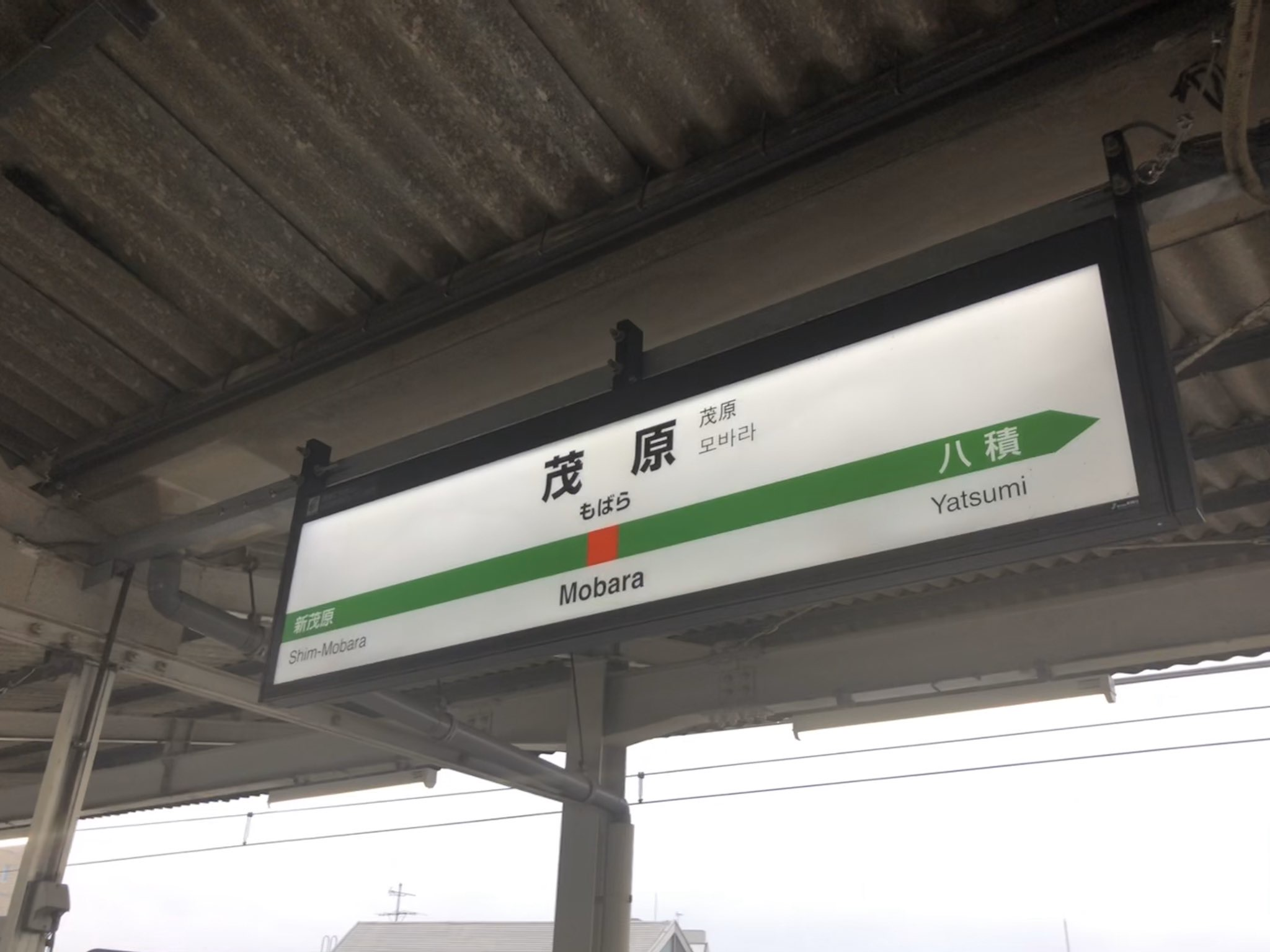
站名標（2019年10月3日）
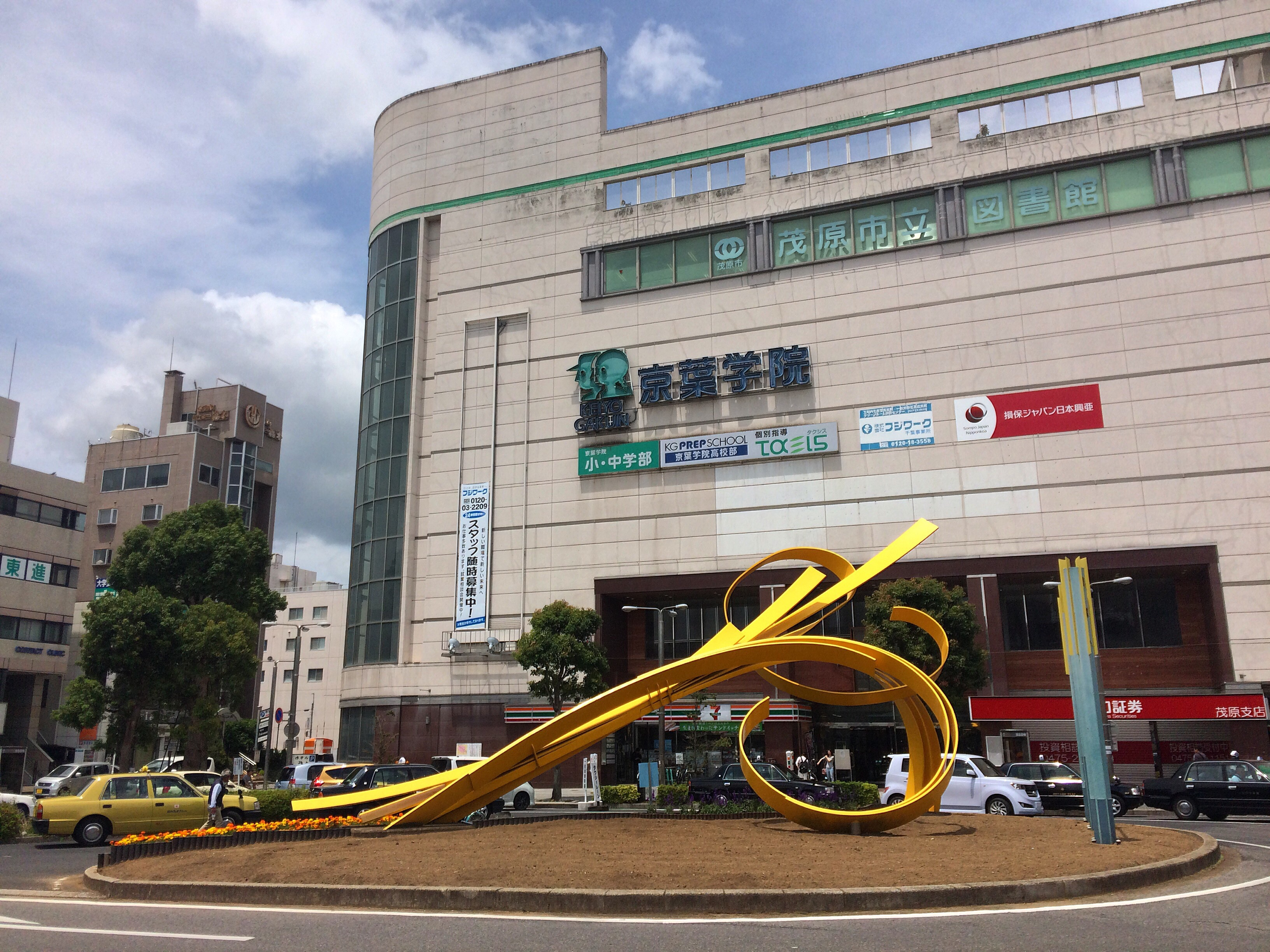
南出口設有七夕為主題的紀念碑（2016年6月12日）
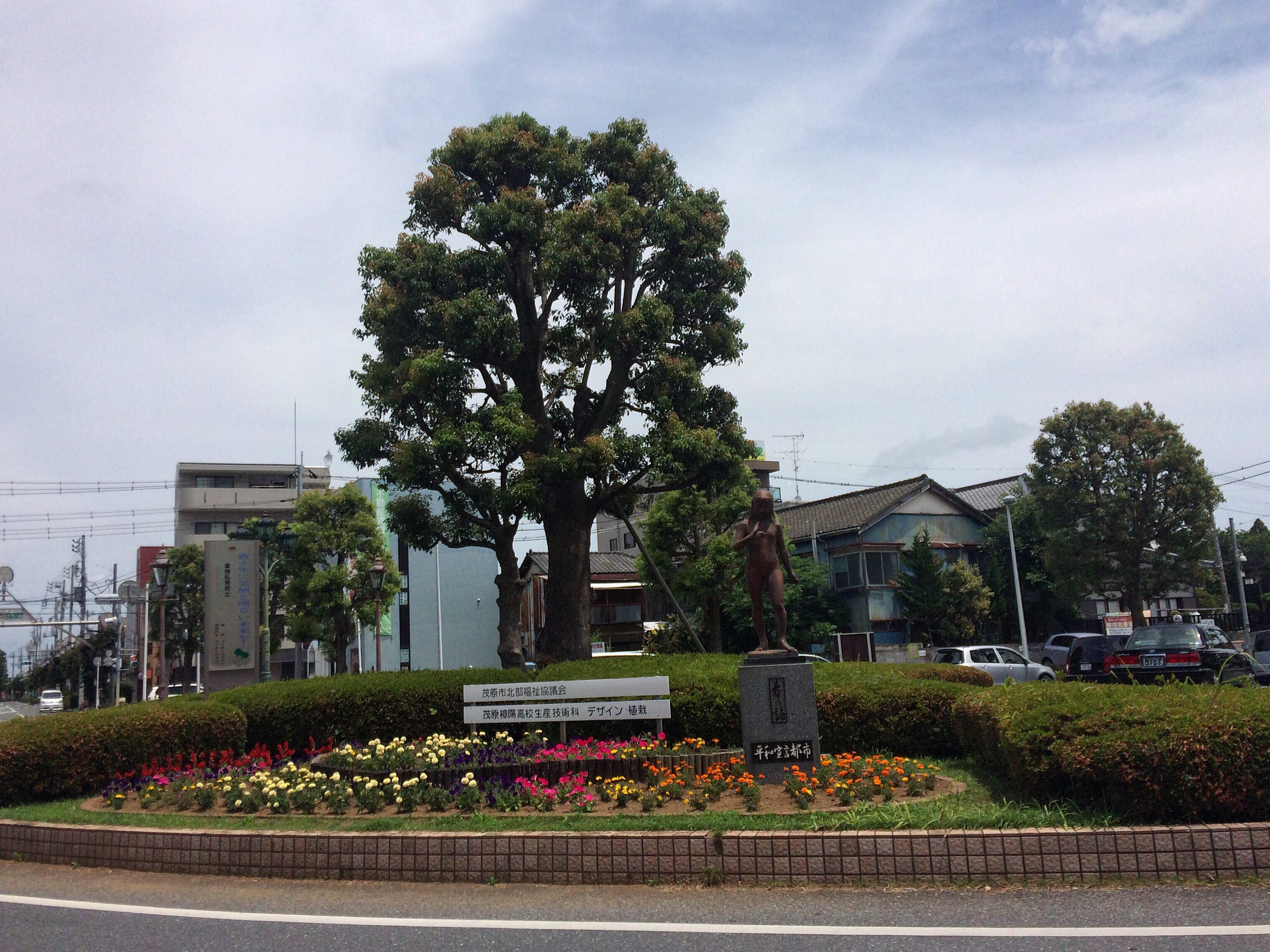
東出口設有和平宣言都市「春之詩」紀念碑（2016年6月12日）

## 使用狀況
在2019年（令和元年）度1日平均乘車人次為10,901人，以下為乘車人次變化列表：
| 乘車人次變化       | 乘車人次變化     | 乘車人次變化 |
| 年度               | 1日平均 乘車人次 | 參考資料     |
| ------------------ | ---------------- | ------------ |
| 1990年（平成02年） | 11,946           | [ * 1 ]      |
| 1991年（平成03年） | 12,685           | [ * 2 ]      |
| 1992年（平成04年） | 13,434           | [ * 3 ]      |
| 1993年（平成05年） | 13,782           | [ * 4 ]      |
| 1994年（平成06年） | 13,951           | [ * 5 ]      |
| 1995年（平成07年） | 13,794           | [ * 6 ]      |
| 1996年（平成08年） | 13,884           | [ * 7 ]      |
| 1997年（平成09年） | 13,272           | [ * 8 ]      |
| 1998年（平成10年） | 12,889           | [ * 9 ]      |
| 1999年（平成11年） | 12,565           | [ * 10 ]     |
| 2000年（平成12年） | 12,307           | [ * 11 ]     |
| 2001年（平成13年） | 12,164           | [ * 12 ]     |
| 2002年（平成14年） | 12,025           | [ * 13 ]     |
| 2003年（平成15年） | 11,904           | [ * 14 ]     |
| 2004年（平成16年） | 11,863           | [ * 15 ]     |
| 2005年（平成17年） | 11,911           | [ * 16 ]     |
| 2006年（平成18年） | 11,957           | [ * 17 ]     |
| 2007年（平成19年） | 11,990           | [ * 18 ]     |
| 2008年（平成20年） | 12,083           | [ * 19 ]     |
| 2009年（平成21年） | 11,828           | [ * 20 ]     |
| 2010年（平成22年） | 11,634           | [ * 21 ]     |
| 2011年（平成23年） | 11,346           | [ * 22 ]     |
| 2012年（平成24年） | 11,501           | [ * 23 ]     |
| 2013年（平成25年） | 11,595           | [ * 24 ]     |
| 2014年（平成26年） | 11,344           | [ * 25 ]     |
| 2015年（平成27年） | 11,390           | [ * 26 ]     |
| 2016年（平成28年） | 11,282           | [ * 27 ]     |
| 2017年（平成29年） | 11,265           | [ * 28 ]     |
| 2018年（平成30年） | 11,272           | [ * 29 ]     |
| 2019年（令和元年） | 10,901           |              |

## 1985年的常備貨車
- 由三井物産擁有
  - TaKi 5200形（日语：国鉄タキ5200形貨車）（甲醇專用）5輛
  - TaMu 3050形（日语：国鉄タム3050形貨車）（福爾馬林專用）5輛
  - TaKi 8000形（福爾馬林專用）5輛

參考資料

## 車站周邊

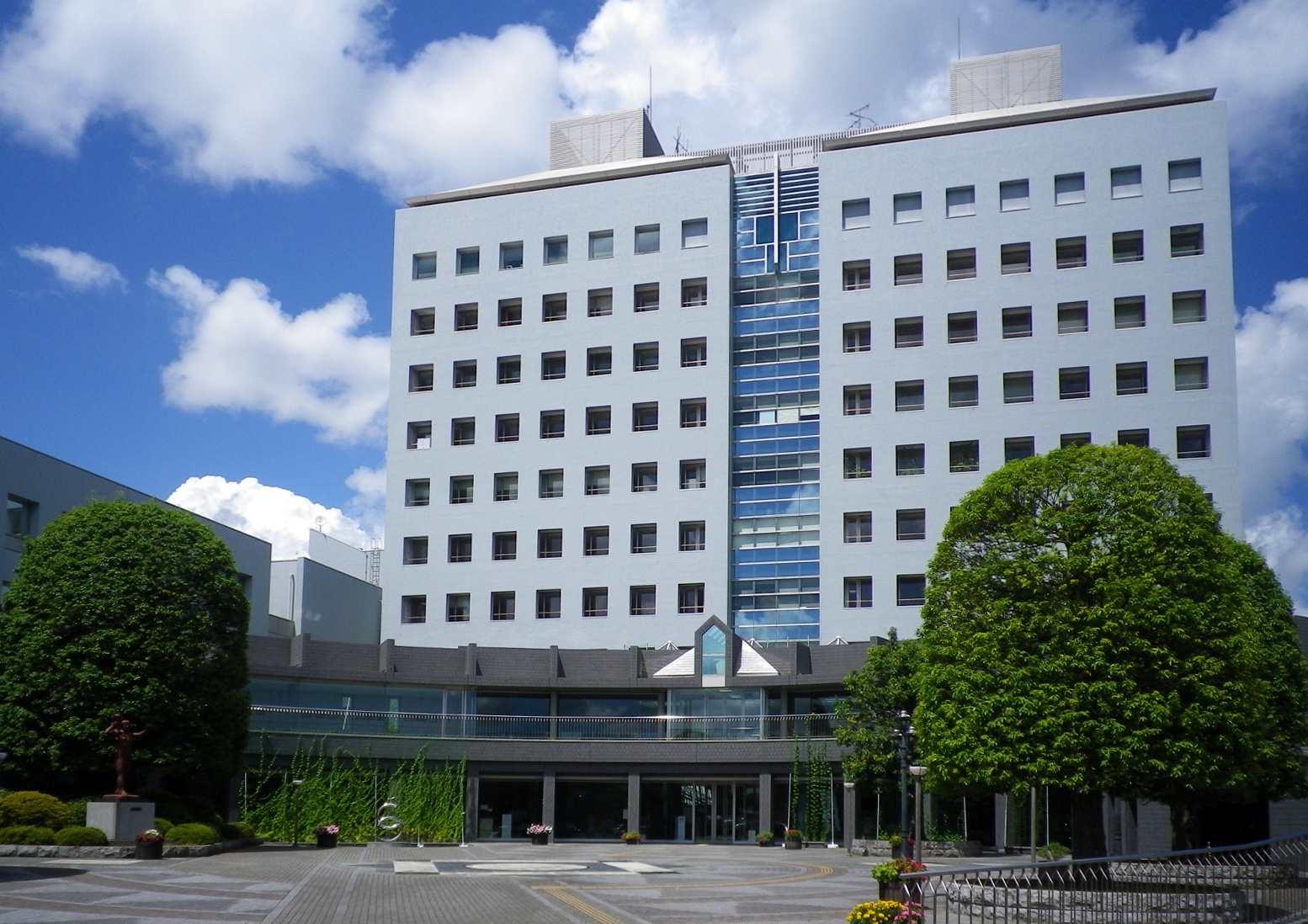
茂原市政廳

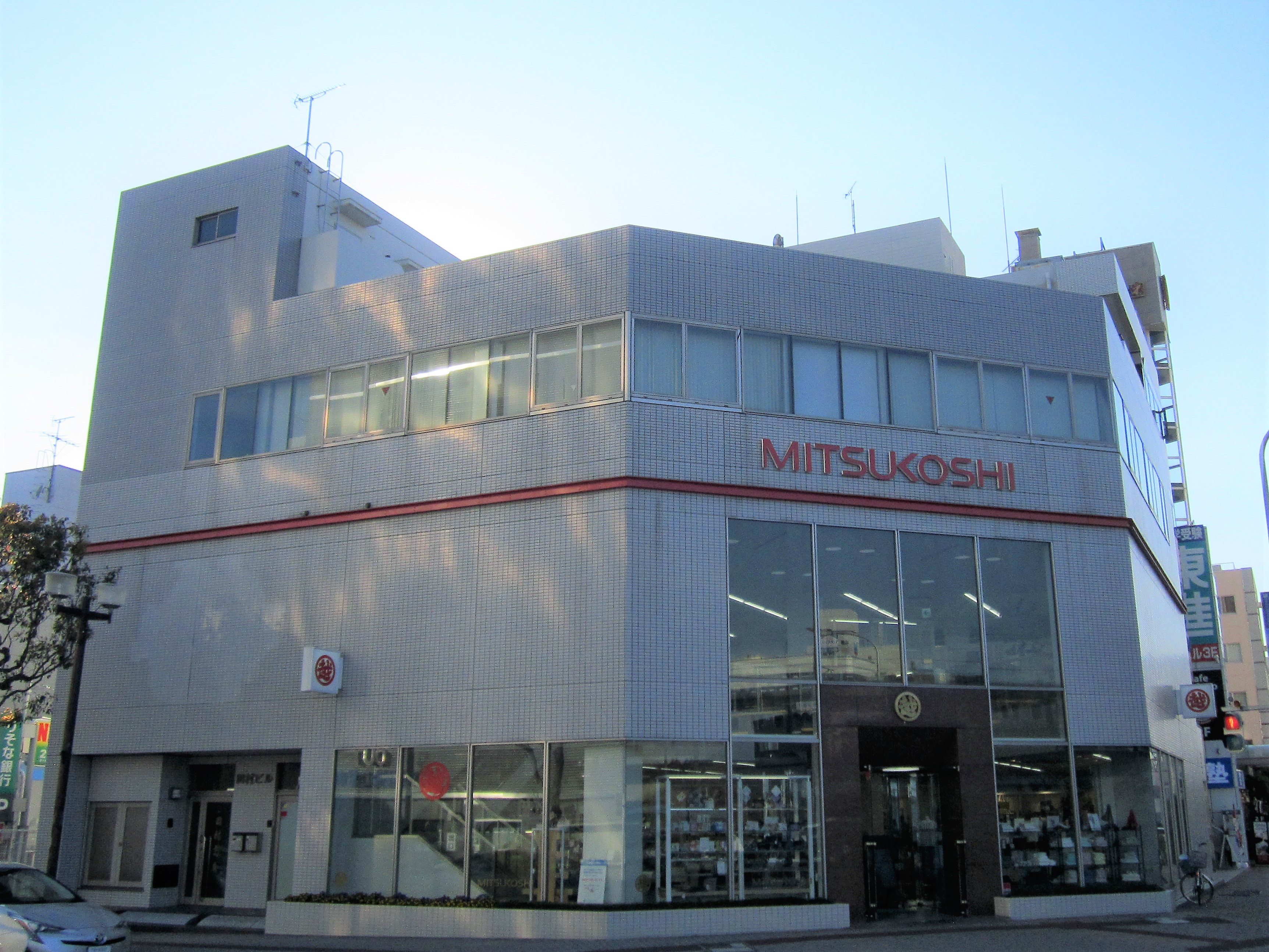
三越茂原店

此站位於茂原市中心。站前廣場進行工程，南出口站前設有南總Sun Vert廣場（綜合商業設施）、AEON茂原店和茂原三越。茂原市政廳距離車站西邊1.5公里。在毎年7月下旬會舉行茂原七夕節（關東三大七夕祭）。
- 國道128號（日语：国道128号）
- 千葉縣道41號茂原停車場線（日语：千葉県道41号茂原停車場線）
- 千葉縣道84號茂原長生線（日语：千葉県道84号茂原長生線）
- 千葉縣道138號正氣茂原線（日语：千葉県道138号正気茂原線）
- 茂原市政廳
- 長生郡市廣域市町村圈組合（日语：長生郡市広域市町村圏組合）消防總部
- 茂原市綜合市民中心
- 茂原第一汽車訓練學校
- 茂原站前郵局
- 茂原郵局（日语：茂原郵便局）
- 千葉縣立長生高等學校（日语：千葉県立長生高等学校）：舊長生第一高等學校
- 千葉縣立茂原高等學校（日语：千葉県立茂原高等学校）：舊長生第二高等學校
- 千葉縣立茂原樟陽高等學校（日语：千葉県立茂原樟陽高等学校）：舊茂原農業高等學校＆茂原工業高等學校
- 茂原市立茂原小學
- 茂原市立雙葉幼稚園
- 天使幼稚園
- 茂原聖瑪麗幼稚園
- 茂原市立町保保育所
- 茂原高師保育園
- elever學院（日语：エルヴェ学院）茂原校
- 京葉學院（日语：京葉学院）茂原校舍小中學部、高等部
- Step（日语：ステップ (学習塾)）茂原南口站前校
- 東進衛星預備校（日语：東進ハイスクール#東進衛星予備校）茂原站南出口校
- 市進學院（日语：市進学院）茂原教室
- 學校IE茂原校
- Nabi個別指導學院茂原校
- 里索那銀行茂原分店
- 千葉銀行茂原東、茂原南、阿斯莫內、茂原分店
- 京葉銀行（日语：京葉銀行）茂原分店
- 銚子信用金庫（日语：銚子信用金庫）茂原分店
- 中央勞動金庫（日语：中央労働金庫）茂原分店
- 房總信用組合（日语：房総信用組合）茂原總部
- 郵貯銀行茂原市政廳內、阿斯莫內出張所
- 山之內醫院
- 菅原醫院
- 宍倉醫院
- 茂原市立美術館、鄉土資料館
- 茂原公園（日语：茂原公園）（日本櫻名所100選）
- 富士見公園
- 天然氣（日语：南関東ガス田）田
- 大多喜氣體（日语：大多喜ガス）總部/工場
- K&O能源集團（日语：K&Oエナジーグループ）總部/工場

主要商業設施
- Arcade茂原（日语：アルカード茂原）（車站大廈）
- 南總Sun Vert廣場（日语：南総サンヴェルプラザ）
- 三越茂原店
- 茂原阿斯莫購物廣場（日语：茂原ショッピングプラザアスモ）
- 茂原LifeGarden（日语：ライフガーデン茂原）
- 茂原中央商場（日语：茂原セントラルモール）
- 茂原Marketplace（日语：茂原マーケットプレイス）
- AEON茂原店
- 唐吉訶德茂原店
- 業務超市（日语：神戸物産）茂原店
- 霞食品廣場茂原店
- Wakuwaku廣場茂原東鄉店
- 仙堂（日语：せんどう）茂原店
- Gattsu超級市場茂原店
- Cainz（日语：カインズ）茂原店
- 山田電機Teccland茂原店

## 巴士路線
| 乘車處       | 乘車處 | 系統             | 主要途經                                       | 目的地             | 巴士公司              | 備註                              |
| ------------ | ------ | ---------------- | ---------------------------------------------- | ------------------ | --------------------- | --------------------------------- |
| 茂原站南出口 | 1      | 茂41             | 西町、上永吉、給田、市野野                     | 大多喜車廠         | 小湊鐵道              |                                   |
| 茂原站南出口 | 1      |                  | 西町、上永吉、給田、市野野                     | 大多喜站           | 小湊鐵道              |                                   |
| 茂原站南出口 | 1      | 夷隅穿梭         | 工業團地入口、市政廳夷隅支廳前、中川站         | 增田橋             | 夷隅市民巴士          |                                   |
| 茂原站南出口 | 2      | 茂21             | 郡界橋、長柄中下、和樂之鄉、喜多、潤井戶南     | 千葉勞災醫院       | 小湊鐵道              | 只有平日、星期六3班               |
| 茂原站南出口 | 2      | 長22A 長22D 茂25 | 郡界橋、長柄中下、和樂之鄉                     | LONGWOOD STATION   | 小湊鐵道              |                                   |
| 茂原站南出口 | 2      | 茂23             | 郡界橋、長柄中下                               | 和樂之鄉           | 小湊鐵道              |                                   |
| 茂原站南出口 | 2      | 茂24             | 郡界橋                                         | 長柄中下           | 小湊鐵道              |                                   |
| 茂原站南出口 | 3      | 茂43             | 七井土、寺崎、上市場、睦澤中央公民館           | 道之驛聚集之鄉睦澤 | 小湊鐵道              | 平日只有1班                       |
| 茂原站南出口 | 3      | 茂44             | 日立住宅、七井土、寺崎、上市場、睦澤中央公民館 | 道之驛聚集之鄉睦澤 | 小湊鐵道              | 平日只有1班                       |
| 茂原站南出口 | 3      |                  | 中之島幼稚園前、七井土、寺崎、睦澤中央公民館   | 道之驛聚集之鄉睦澤 | 小湊鐵道              | 只於平日服務                      |
| 茂原站南出口 | 4      | 茂28             | 西町、愛宕町、長南營業所、笠森                 | 牛久站             | 小湊鐵道              |                                   |
| 茂原站南出口 | 4      | 茂29             | 西町、愛宕町、長南營業所、笠森                 | 笠森靈園           | 小湊鐵道              | 只於假日服務                      |
| 茂原站南出口 | 4      | 茂31             | 西町、上茂原、愛宕町、長南營業所、茗荷澤       | 三川               | 小湊鐵道              |                                   |
| 茂原站南出口 | 4      | 茂32             | 西町、上茂原、愛宕町                           | 長南營業所         | 小湊鐵道              |                                   |
| 茂原站南出口 | 4      | 茂30             | 西町、愛宕町、長南營業所、奧野、心血管疾病中心 | 鶴舞站             | 小湊鐵道              |                                   |
| 茂原站南出口 | 4      | 茂45             | 西町、愛宕町、長南營業所、奧野                 | 心血管疾病中心     | 小湊鐵道              |                                   |
| 茂原站南出口 | 4      | 茂46             |                                                | 茂原高校           | 小湊鐵道              | 平日只有早上1班（於學校假日停開） |
| 茂原站南出口 | 5      | （高速巴士）     | 羽田機場                                       | 橫濱站東出口       | 小湊鐵道 京濱急行巴士 |                                   |
| 茂原站南出口 | 6      | 茂34             | 西町、長富、刑部                               | 大津倉             | 小湊鐵道              |                                   |
| 茂原站南出口 | 6      | 南部（五鄉）路線 | JA五鄉分所前、石神集會所、八幡原青年館         | 茂原站南出口       | 茂原市民巴士          | 只限平日服務                      |
| 茂原站南出口 | 6      | 南部（鶴枝）路線 | 三谷中央、姬晴之里、鶴枝公民館                 | 茂原站南出口       | 茂原市民巴士          | 只限平日服務                      |
| 茂原站東出口 | 9      | 茂01             | 高根、一松海岸、中里海岸                       | 白子車廠           | 小湊鐵道              |                                   |
| 茂原站東出口 | 10     | 茂08             | 六野、白子中央公民館前、牛込                   | 白里海岸           | 小湊鐵道              |                                   |
| 茂原站東出口 | 10     | 茂03             | 六野                                           | 白子中央公民館前   | 小湊鐵道              |                                   |
| 茂原站東出口 | 10     | 茂06             | 六野、茂原機能診所、白子中央公民館前           | 牛込               | 小湊鐵道              |                                   |
| 茂原站東出口 | 10     | 茂04             | 六野、茂原機能診所                             | 白子中央公民館前   | 小湊鐵道              |                                   |
| 茂原站東出口 | 10     | 茂02             | 六野                                           | 茂原機能診所       | 小湊鐵道              |                                   |
| 茂原站東出口 | 11     | 茂07             | 郡界橋                                         | 於綠丘Rezone       | 小湊鐵道              |                                   |
| 茂原站東出口 | 11     | 東部（東鄉）路線 | 萩原町、新茂原站前、長生醫院                   | 茂原站東出口       | 茂原市民巴士          | 只於平日服務                      |

## 其他
- 此站位於外房線內的休日出走通票（日语：休日おでかけパス）（舊：假日·通票（日语：ホリデー・パス））使用範圍。
- 曾經此站設有茂原海軍航空基地的引込線。
- 當發生延誤情況，列車會臨時停靠此站。

## 相鄰車站
東日本旅客鐵道（JR東日本）
■外房線
- 特急「若潮」停車站

■通勤快速、■快速（除了日間時段以外，途經京葉線）、■快速（途經總武線）
大網－茂原－上總一之宮
■快速（日間時段，途經京葉線）、■普通（各站停車）
新茂原－茂原－八積

## 注腳

### 使用狀況
1. ↑  千葉縣統計年鑑 （页面存档备份，存于）（日語） - 千葉縣
2. ↑  統計もばら （页面存档备份，存于）（日語） - 茂原市

JR東日本2000年度以後的乘車人次
1. ↑  各駅の乗車人員（2000年度） （页面存档备份，存于）（日語） - JR東日本
2. ↑  各駅の乗車人員（2001年度） （页面存档备份，存于）（日語） - JR東日本
3. ↑  各駅の乗車人員（2002年度） （页面存档备份，存于）（日語） - JR東日本
4. ↑  各駅の乗車人員（2003年度） （页面存档备份，存于）（日語） - JR東日本
5. ↑  各駅の乗車人員（2004年度） （页面存档备份，存于）（日語） - JR東日本
6. ↑  各駅の乗車人員（2005年度） （页面存档备份，存于）（日語） - JR東日本
7. ↑  各駅の乗車人員（2006年度） （页面存档备份，存于）（日語） - JR東日本
8. ↑  各駅の乗車人員（2007年度） （页面存档备份，存于）（日語） - JR東日本
9. ↑  各駅の乗車人員（2008年度） （页面存档备份，存于）（日語） - JR東日本
10. ↑  各駅の乗車人員（2009年度） （页面存档备份，存于）（日語） - JR東日本
11. ↑  各駅の乗車人員（2010年度） （页面存档备份，存于）（日語） - JR東日本
12. ↑  各駅の乗車人員（2011年度） （页面存档备份，存于）（日語） - JR東日本
13. ↑  各駅の乗車人員（2012年度） （页面存档备份，存于）（日語） - JR東日本
14. ↑  各駅の乗車人員（2013年度） （页面存档备份，存于）（日語） - JR東日本
15. ↑  各駅の乗車人員（2014年度） （页面存档备份，存于）（日語） - JR東日本
16. ↑  各駅の乗車人員（2015年度） （页面存档备份，存于）（日語） - JR東日本
17. ↑  各駅の乗車人員（2016年度） （页面存档备份，存于）（日語） - JR東日本
18. ↑  各駅の乗車人員（2017年度） （页面存档备份，存于）（日語） - JR東日本
19. ↑  各駅の乗車人員（2018年度） （页面存档备份，存于）（日語） - JR東日本
20. ↑  各駅の乗車人員（2019年度） （页面存档备份，存于）（日語） - JR東日本

千葉縣統計年鑑
1. ↑  千葉縣統計年鑑（平成3年） （页面存档备份，存于）（日語）
2. ↑  千葉縣統計年鑑（平成4年） （页面存档备份，存于）（日語）
3. ↑  千葉縣統計年鑑（平成5年） （页面存档备份，存于）（日語）
4. ↑  千葉縣統計年鑑（平成6年） （页面存档备份，存于）（日語）
5. ↑  千葉縣統計年鑑（平成7年） （页面存档备份，存于）（日語）
6. ↑  千葉縣統計年鑑（平成8年） （页面存档备份，存于）（日語）
7. ↑  千葉縣統計年鑑（平成9年） （页面存档备份，存于）（日語）
8. ↑  千葉縣統計年鑑（平成10年） （页面存档备份，存于）（日語）
9. ↑  千葉縣統計年鑑（平成11年） （页面存档备份，存于）（日語）
10. ↑  千葉縣統計年鑑（平成12年） （页面存档备份，存于）（日語）
11. ↑  千葉縣統計年鑑（平成13年） （页面存档备份，存于）（日語）
12. ↑  千葉縣統計年鑑（平成14年） （页面存档备份，存于）（日語）
13. ↑  千葉縣統計年鑑（平成15年） （页面存档备份，存于）（日語）
14. ↑  千葉縣統計年鑑（平成16年） （页面存档备份，存于）（日語）
15. ↑  千葉縣統計年鑑（平成17年） （页面存档备份，存于）（日語）
16. ↑  千葉縣統計年鑑（平成18年） （页面存档备份，存于）（日語）
17. ↑  千葉縣統計年鑑（平成19年） （页面存档备份，存于）（日語）
18. ↑  千葉縣統計年鑑（平成20年） （页面存档备份，存于）（日語）
19. ↑  千葉縣統計年鑑（平成21年） （页面存档备份，存于）（日語）
20. ↑  千葉縣統計年鑑（平成22年） （页面存档备份，存于）（日語）
21. ↑  千葉縣統計年鑑（平成23年） （页面存档备份，存于）（日語）
22. ↑  千葉縣統計年鑑（平成24年） （页面存档备份，存于）（日語）
23. ↑  千葉縣統計年鑑（平成25年） （页面存档备份，存于）（日語）
24. ↑  千葉縣統計年鑑（平成26年） （页面存档备份，存于）（日語）
25. ↑  千葉縣統計年鑑（平成27年） （页面存档备份，存于）（日語）
26. ↑  千葉縣統計年鑑（平成28年） （页面存档备份，存于）（日語）
27. ↑  千葉縣統計年鑑（平成29年） （页面存档备份，存于）（日語）
28. ↑  千葉縣統計年鑑（平成30年） （页面存档备份，存于）（日語）
29. ↑  千葉縣統計年鑑（令和元年） （页面存档备份，存于）（日語）

## 外部連結
- 車站資訊（茂原）：東日本旅客鐵道（日語）